# Loop Current

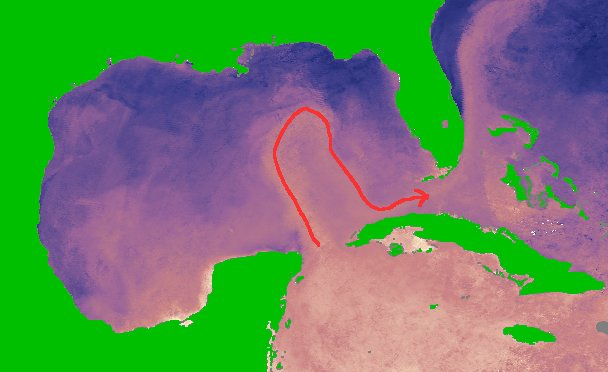
Loop Current

Der Loop Current (englisch für Schleifenstrom) ist eine im Uhrzeigersinn verlaufende warme Meeresströmung im Golf von Mexiko. Er führt ab der Yucatánstraße zwischen der mexikanischen Halbinsel Yucatán und Kuba nordwärts in den Golf von Mexiko und verbindet die Karibische Strömung mit dem Floridastrom, dem „offiziellen“ Ausgangspunkt des Golfstroms. Dabei transportiert er warmes Wasser aus dem Karibischen Meer in den Golf von Mexiko.
Die Größe des Stroms schwankt in einem saisonalen Zyklus. Sie erreicht eine Ausdehnung in der Breite zwischen rund 200 und 300 Kilometern und einer Tiefe zwischen 80 und 150 Metern. In Extremfällen reicht er nach Norden bis zum Mississippi-Delta. Nach Süden hin besteht fast eine direkte Punkt-zu-Punkt-Verbindung zwischen dem Yucatánstrom und dem Floridastrom. Dabei transportiert der Loop Current neueren Messungen zufolge im Mittel eine Wassermenge von 24 Sverdrup (Millionen Kubikmeter pro Sekunde). Die oberflächennahe Fließgeschwindigkeit liegt in der Nähe des Yucatánstroms bei rund 80 Zentimetern pro Sekunde, das sind 2,88 km/h.

## Auswirkungen auf Hurrikane
Der Loop Current hat einen potentiell großen Einfluss auf die Entwicklung von tropischen Wirbelstürmen, welche über den Golf von Mexiko ziehen. Diese Stürme beziehen ihre Kraft aus dem warmen Oberflächenwasser des Meeres, wühlen die Oberfläche des Meeres jedoch gleichzeitig sehr stark auf, sodass normalerweise deutlich kälteres Wasser aus tieferen Schichten an die Oberfläche gelangt, was die Entwicklung der Stürme bremsen würde. Jedoch reicht der warme Loop Current bis in relativ große Tiefe, wodurch sich die Meeresoberfläche auch bei starkem Durchpflügen durch Hurrikane nicht deutlich abkühlt und demzufolge diesen ausreichend Nahrung zur weiteren Verstärkung gibt.